# Касень (Од)
Касе́нь (фр. Cassaignes) — коммуна во Франции, находится в регионе Лангедок — Руссильон. Департамент коммуны — Од. Входит в состав кантона Куиза. Округ коммуны — Лиму.
Код INSEE коммуны — 11073.

## Население
Население коммуны на 2008 год составляло 64 человека.
| 1962 | 1968 | 1975 | 1982 | 1990 | 1999 | 2008 |
| ---- | ---- | ---- | ---- | ---- | ---- | ---- |
| 16   | 33   | 27   | 30   | 44   | 49   | 64   |

## Экономика
В 2007 году среди 46 человек в трудоспособном возрасте (15—64 лет) 29 были экономически активными, 17 — неактивными (показатель активности — 63,0 %, в 1999 году было 60,7 %). Из 29 активных работали 28 человек (16 мужчин и 12 женщин), безработной была 1 женщина. Среди 17 неактивных 2 человека были учениками или студентами, 8 — пенсионерами, 7 были неактивными по другим причинам.